# Рурално подручје
Рурално подручје се дефинише као подручје на коме је густина насељености становништва испод вредности од 150 становника/km².
Рурална подручија представљају ређе насељене територије које су изван утицаја великих метропола и градова. Стилови живота у руралним/сеоским подручјима су другачији него у урбаним углавном због традиције, али и релативне лимитираности услуга, посебно, јавних услуга. Државне услуге као што су примена права, школе,библиотеке, и друго, могу бити лимитиране, удаљене или чак можда и недоступне руралним подручјима. Доступност воде, канализације, уличног осветљења и јавног управљања отпадом, често у руралним подручјима не постоје, или су веома ограничене. Јавни транспорт је такође ограничен или га уопште нема, већ су становници ових подручја упућени да користе сопствена возила, бицикле, запреге, и сл.
Врсте руралних подручја:
1. доминантно руралне јединице (> 50% становништва живи у руралним подручјима),
2. претежно руралне јединице (15-50% становништва живи у руралним подручјима), и
3. доминантно урбане јединице (< 15% становништва живи у руралним подручјима), (ОЕЦД, 1994, стр. 10).

Рурална/сеоска насеља су обично мала, често са мање од 10.000 становника, и самим тим, и са мањом густином насељености. Такође, доминантну делатност најчешће представља пољопривреда, а карактерише их и јак утицај традиције.

## Регионалне дефиниције

### Европа

#### Француска
Око 15% француског становништва живи у руралним подручјима, која се простиру на 90% земље. Влада председника Емануела Макрона покренула је акциони план 2019. у корист руралних подручја под називом „Агенда Рурал“. Међу многим иницијативама које се препоручују за рединамизацију руралних подручја, енергетска транзиција је једна од њих. Истраживања се спроводе како би се проценио утицај нових пројеката у руралним подручјима.

#### Немачка
Немачка је подељена на 402 административна округа, 295 руралних округа и 107 градских округа. Као један од највећих пољопривредних произвођача у Европској унији, више од половине немачке територије, која износи скоро 19 милиона хектара, се користи за пољопривреду, а налази се у руралним подручјима. Скоро 10% људи у Немачкој има послове везане за сектор пољопривреде, шумарства и рибарства; приближно петина њих је запослена у примарној производњи. Пошто постоји политика једнаких услова живота, људи рурална подручја виде једнако као и урбана подручја. Обнова села је приступ развоју села и подржава изазове са којима се суочавају у том процесу.

#### Велика Британија
У Британији, „рурално“ дефинише владино Одељење за животну средину, храну и рурална питања (DEFRA), користећи податке о становништву са последњег пописа, као што је Попис становништва Уједињеног Краљевства 2001. Ове дефиниције имају различите оцене, али горња тачка је свако подручје локалне самоуправе са више од 26% становништва које живи у руралном насељу или трговишту („пијачни град“ се дефинише као свако насеље које има дозволу за одржавање уличне пијаце). На снази су бројне мере за заштиту британског села, укључујући зелене појасеве.

### Азија

#### Кина
У континенталној Кини, рурална подручја понекад користе различите административне поделе нижег нивоа од урбаних подручја, попут округа и општина уместо дистрикта и потдистрикта.

#### Индија
Рурална подручја су такође позната као „сеоски предели“ или „села“ у Индији. Она имају веома ниску густину насељености. У руралним областима, пољопривреда је главни извор средстава за живот заједно са риболовом, кућном радиношћу, грнчарством итд.
Скоро свака индијска економска агенција данас има своју дефиницију руралне Индије, од којих неке следе: Према Комисији за планирање, град са максималним бројем становника од 15.000 сматра се руралним по природи. У овим областима панчајат доноси све одлуке. У панчајату је петоро људи. Национална организација за испитивање узорка (NSSO) дефинише „рурално“ на следећи начин:
- Подручје са густином насељености до 400 по квадратном километру,
- Села са јасним измереним границама, али без општинског одбора,
- Најмање 75% мушке радне популације укључено је у пољопривреду и сродне активности.[9]

RBI дефинише рурална подручја као подручја са мање од 49.000 становника (градови од -3 до 6).

#### Јапан
У Јапану се рурална подручја називају „Инака“ што се дословно преводи као „село“ или „нечије родно село“.

#### Пакистан
Према попису из 2017, око 64% Пакистанаца живи у руралним подручјима. Већина руралних подручја у Пакистану обично је у близини градова и приградска су подручја. Ово је због дефиниције руралног подручја у Пакистану као подручја које не спада у урбане границе. Рурална подручја у Пакистану која су у близини градова сматрају се приградским подручјима или предграђима.

### Океанија

#### Нови Зеланд
На Новом Зеланду пописна подручја су класификована на основу степена руралности. Међутим, саобраћајни закон има другачије тумачење и дефинише рурално подручје као „...пут или географско подручје које није урбано саобраћајно подручје, на које се углавном примењује рурално ограничење брзине.“

## Рурални туризам
Рурални туризам представља туризам који се одвија у руралном подручју. При том, рурално подручје поред села као насеобине, подразумева и сеоски простор – атар, као и ненасељена подручја и подручја дивљине. Кључни елементи руралног туризма:
- лоциран је у руралним областима;
- функционално је сеоски[14] – утемељен је на малом предузетништву, отвореном простору, директном контакту са природом, темељи се на наслеђу и традиционалним активностима;

- омогућава учествовање у активностима, традицији и специфичном начину живота локалног становништва;
- обезбеђује персонализован контакт;
- рурални је у обиму – насеља и грађевине су мањих размера;
- традиционалан је по карактеру, расте споро и органски и повезан је са локалним породицама. Често се развија контролисано од стране локалне заједнице и за дугорочну добробит подручја;
- висок проценат прихода од туризма користи руралној заједници